# Meridiano Zero
 (octobre 2023).
Si vous disposez d'ouvrages ou d'articles de référence ou si vous connaissez des sites web de qualité traitant du thème abordé ici, merci de compléter l'article en donnant les références utiles à sa vérifiabilité et en les liant à la section « Notes et références ».
Meridiano Zero était un mouvement politique d’extrême droite, né en 1991.

## Origines
Le mouvement a pris forme le 8 septembre 1991, date clairement emblématique de la droite italienne, depuis la fusion de certains groupes d'anciens du Front de la jeunesse romain, à la suite des ruptures dans l'environnement de la jeunesse de Missino après la décision du parti de soutenir l'intervention américaine contre l'Irak lors de la Guerre du Golfe et en raison de tensions politiques découlant de la rupture des équilibres internes dans l'organisation romaine du Front de la jeunesse. La constitution est née sous le signe de la bataille : le 4 octobre 1991, le premier groupe de militants de Meridiano Zero devient le protagoniste d'incidents violents impliquant des étudiants d'extrême gauche de la Faculté de lettres et de philosophie de l'Université de Rome.
Les promoteurs du mouvement politique naissant provenaient principalement des sections du MSI de Prenestino, de la Garbatella-EUR, du noyau de Monteverde, de l'Appio-Latino (toutes appartenant à la coordination de Rome occidentale, de la section historique du Colle Oppio) et de celle de la Nomentano-Italie et Montesacro avec extension également à Tivoli (près de Rome), Ostie, Ladispoli et Fiumicino. Initialement, le mouvement avait choisi la section politique du Prenestino comme référence, via Muzio Attendolo (plus tard sujet à un attentat à la bombe), mais peu de temps après - à la suite des nombreuses adhésions - il était nécessaire d'ouvrir de nouveaux bureaux, notamment celui de via Catane et ensuite de via Castelfidardo. Ce dernier restera le seul site ouvert après la dissolution et poursuivra l’activité du Centre d’études jusqu'en 1995, date à laquelle les membres restants du Bureau politique original ont décidé de rejoindre le Mouvement social - Flamme tricolore de Pino Rauti.